# Parmenón (író)
Parmenón (?) görög író

## Élete
Életéről mindössze annyit tudunk, hogy Rodosz szigetéről származott; működésének pontos ideje nem ismert. Athénaiosz szerint egy szakácskönyv („Mageirisz didaszkalia”) szerzője volt. A műnek töredékei sem maradtak fenn.